# Peerke Donders
Petrus Norbertus Donders, ook wel Peerke Donders (Tilburg (Nederland), 27 oktober 1809 – Batavia (Suriname), 14 januari 1887) was een geestelijke van de rooms-katholieke kerk die als missionaris werkzaam was in Suriname. Bekend als 'Apostel der Indianen en Melaatsen' werd hij in 1982 zalig verklaard door paus Johannes Paulus II.

## Levensloop
Petrus Donders was de oudste zoon van thuiswever Arnold Donders en Petronella van den Brekel. Zijn jongere broer heette Martinus. Toen hij zeven was, overleed zijn moeder. Vanaf zijn twaalfde zat Donders al achter het weefgetouw, eerst thuis later in het textielfabriekshuis Janssens. Op veertienjarige leeftijd ontving hij zijn vormsel, in Gilze. Zijn droom was om priester te worden, maar voor een opleiding had zijn vader onvoldoende geld. Nadat Donders in 1831 was afgekeurd voor militaire dienst hielp de pastoor hem. Hij mocht knecht worden op het kleinseminarie Beekvliet te Sint-Michielsgestel. Wegens zijn geloofsijver werd hij vervolgens toegelaten tot de priesteropleiding. Tijdens zijn vervolgstudie aan het grootseminarie te Haaren kwam bisschop Grooff uit Suriname op bezoek. Hij zocht priesters voor de missie in Suriname. Donders was de enige die zich aanmeldde.
Op 5 juni 1841 werd hij vervroegd tot priester gewijd, in Oegstgeest, en vertrok in 1842 via Warmond als missionaris naar Suriname, waar hij kapelaan werd te Paramaribo. Donders diende onder vier achtereenvolgende bisschoppen van Paramaribo. In 1856 werd hij  overgeplaatst naar de missiepost Batavia, een leprakolonie gevestigd op een voormalige cacaoplantage aan de Coppename. Op 24 juni 1867 legde Donders de kloostergeloften af en trad hij toe tot de congregatie van de redemptoristen. In de periode daarna maakte hij missiereizen naar de inheemsen in het binnenland, tot hij in 1882 werd teruggeroepen naar Paramaribo. Daarna werkte hij twee jaar vanuit Mary's Hope in het missiegebied Coronie. In oktober 1885 werd Donders opnieuw op Batavia gestationeerd. Daar kreeg hij op 1 januari 1887 een nierontsteking waaraan hij op 14 januari overleed. Donders werd 77 jaar en is aldaar begraven.

### Verblijfplaatsen
De woon- en standplaatsen (missieposten) van pater Donders op een rij, jaartal vanaf: 
- 1809	Tilburg (Moerstraat)
- 1831	Sint-Michielsgestel (opleiding)
- 1842	Paramaribo (kapelaan)
- 1856	Batavia (pastoor)
- 1882	Paramaribo
- 1883	Mary's Hope
- 1885	Batavia

### Bezoeken
Vanuit Paramaribo (periode 1842-1855) bezocht Donders Fort Nieuw-Amsterdam en de volgende plantages langs de Surinamerivier en de Commewijne: Plantage Boxel, Toledo, L'Espérance, Lust tot Rust, Esthersrust, Killenstein en (na 1863) Pieterszorg en De Resolutie. De plantages hadden overwegend katholieke eigenaren.
Vanuit Batavia (periode vanaf 1867) bezocht hij de volgende plantages nabij de Saramacca-rivier: Plantage Kent, Calledonia, Concordia, Morgenster, Johanna Catharina, Margaretha's Gift, Onverwagt, De Vier Hendrikken, La Ressource, Huwelijkszorg en Catharina Sophia.
Daarnaast bezocht Donders in deze periode gemeenschappen van de inheemse Arowakken en de lokale Kwinti-marrons. De zielzorg op Batavia werd overgenomen door collega paters-redemptoristen. Het diepste punt van zijn vaarroutes landinwaarts moet in vogelvlucht ongeveer 60 km zijn geweest. Donders missiewerk onder de marrons was echter geen succes. Hij heeft slechts enkele Matawai gedoopt en nooit de Aukaners of Saramaccaners in hun gebieden bezocht. De inheemse Karaïben boden ook oppositie. Hun Piai-mannen waren vasthoudend zich niet te laten dopen noch te laten onderwijzen en ook anderen daarvan af te houden.
Vanuit Mary's Hope (1883-1885) aan de zeekust van Coronie bezocht Donders regelmatig de katoenplantages Burnside en Welgelegen, om de mis op te dragen.

## Verering

### Graf

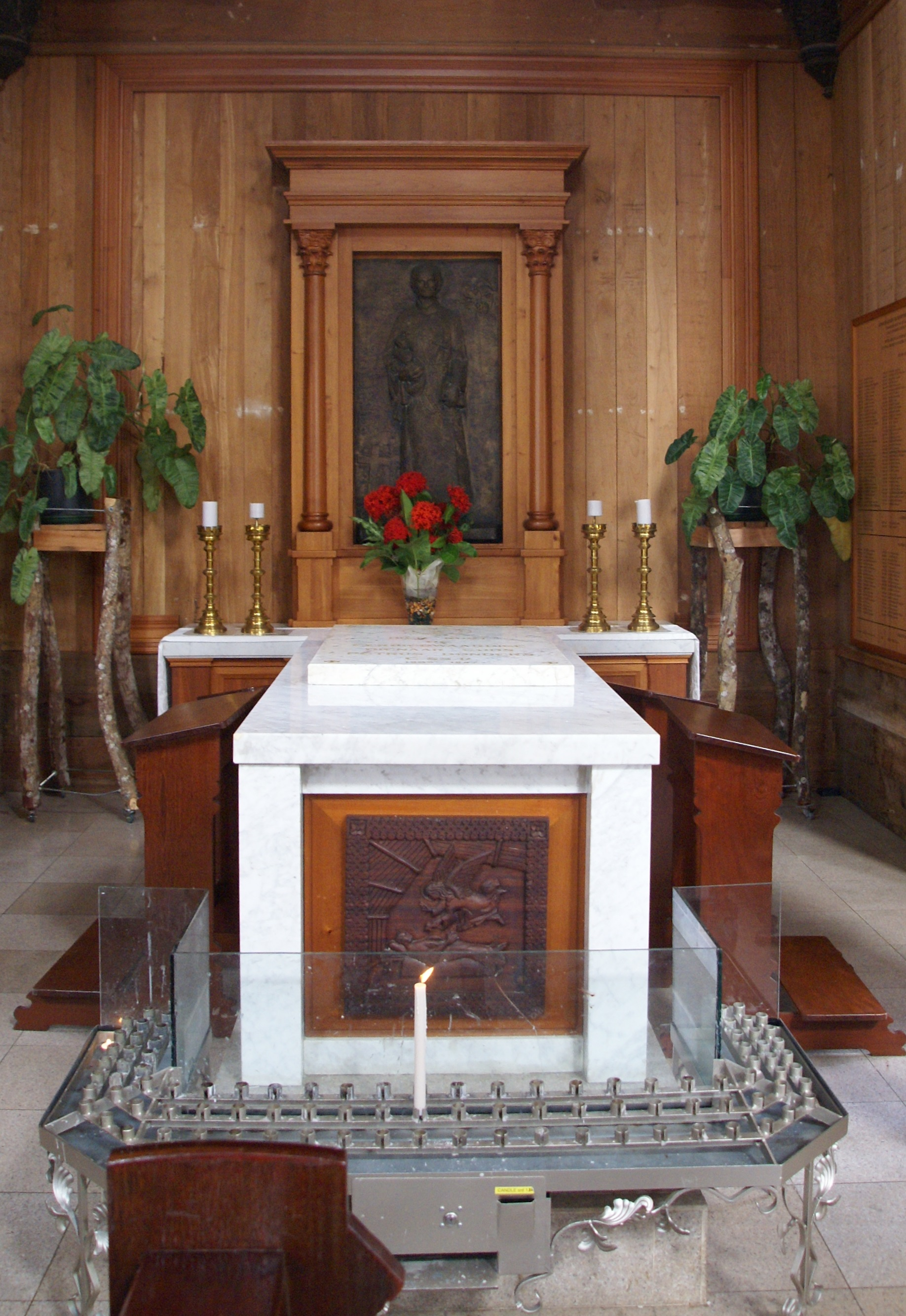
Het grafmonument van Petrus Donders in de Sint-Petrus-en-Pauluskathedraal in Paramaribo

Donders' stoffelijk overschot werd aanvankelijk op het kerkhof van de melaatsenkolonie begraven, maar in 1900 bijgezet achter de Sint Petrus en Paulus Kerk (thans kathedraal) te Paramaribo. In 1921 werd het nogmaals verplaatst, nu naar een grafmonument in de linkerzijvleugel van de kerk. In 2010 is de tombe geheel gerenoveerd, ter gelegenheid van de restauratie en herinwijding van de kathedraal.

### Geboortegrond
In 1902 kochten de redemptoristen de grond  rond het reeds afgebroken geboortehuis van Donders op de Heikant (Tilburg-Noord). Bewoners uit de omgeving bezochten de plaats reeds om een put te gebruiken, die miraculeus water zou bevatten. Donders sprak in deze periode bij de gemiddelde Tilburgse textielarbeider (nog) niet tot de verbeelding, zo hij al bekend was. In 1923 plaatsten de redemptoristen op de geboorteplek van Donders een marmeren gedenksteen, bouwden een kapel en legden een processiepark aan. In 1926 werden er kruiswegbeelden bij geplaatst en verrees in het Wilhelminapark van Tilburg het standbeeld Petrus Donders. In 1931 werd Donders' geboortehuis gereconstrueerd. Bij het huisje werd in 1933 een tweede Peerke Dondersmonument onthuld. De verering, in de vorm van georganiseerde bedevaarten en het gebruik van een wekelijks smeekuur  in de kapel, nam aanmerkelijk toe na de oorlog, om in de jaren zestig weer af te nemen. Rond de zaligverklaring in 1982 was er sprake van een korte opleving. De grote publiciteit bracht vooral gevoelens van (Tilburgse) trots -niet zozeer van devotie; onder de bezoekers waren veel nieuwsgierigen en mensen die uit nostalgie eens een bedevaartsoord wilden bezoeken. Voor Surinamers in Nederland herinnert Donders aan hun geboorteland.
In de 21e eeuw zijn de activiteiten op het Peerke Dondersterrein aanmerkelijk toegenomen. Nadat in 2001 een bedevaartsoord in Suriname was gereedgekomen, kreeg het Tilburgse bedevaartsoord in 2009 -het tweehonderdste geboortejaar van Donders- een Museum voor Naastenliefde. Ook verschijnt dan een documentaire gewijd aan de missionaris, getiteld Peerke Donders; Zijn leven, zijn brieven (2009) en groeit het aanbod van devotionalia. De eens kwakkelende Peerke-cultus verwerft mede hierdoor een centrale positie als Tilburgs cultureel erfgoed. De missionaris wordt in toenemende mate onderwerp van vermarkting, vererfgoedisering en city-promotion. In 2017 verschijnt een aan hem gewijd glossy tijdschrift en krijgt hij de titel 'bekendste Tilburger aller tijden' toebedeeld. Mede door deze ontwikkelingen raakt de missionaris in 2018 verzeild in het nationale debat over kolonialisme en racisme – meer bepaald zijn standbeeld in het Wilhelminapark. Bij de missie-arbeid van Donders en zijn confraters kan een kanttekening worden geplaatst: In hun bekeringsdrang vernietigden zij veel niet-christelijke heiligdommen. De perceptie van Peerke Donders en de missie in het algemeen is, onder een kritischer houding jegens het Nederlandse slavernijverleden, veranderd.

### Heiligverklaringsproces
De redemptoristen, die in 1865 de Surinaamse missie door Rome kregen toebedeeld, leverden een belangrijke bijdrage aan een actieve herinneringscultuur rondom Petrus 'Peerke' Donders, hierbij geholpen door de (Tilburgse) rooms-katholieke dag- en weekbladen. De Nederlandse tak van deze orde miste een aansprekende heilige in haar gelederen, wat een nadeel was in de werving van jongeren voor de missie. Ten behoeve van een heiligverklaring zijn vanaf 1900 de eerste formele stappen gezet door de bisschoppen van Den Bosch en Paramaribo. Donders mocht reeds als 'Dienaar Gods' worden betiteld. In 1913 volgde een zg eerbiedwaardigverklaring door paus Pius X. In 1914, 1915 en 1919 zijn vervolgens apostolische processen gevoerd tot zaligverklaring van Donders. Een voorgedragen 'wonderbaarlijke' genezing van de Tilburgse slagerszoon Lowieke Westland in 1929 werd echter tot twee keer toe door de medische commissie van het Vaticaan afgewezen, in 1931 en 1936. Tijdens de Tweede Wereldoorlog wijdde men in Rome nog eens drie vergaderingen aan het deugdenleven van Donders. Hierbij wist de algemeen postulator alle bezwaren van de 'advocaat van de duivel' te weerleggen. In maart 1945 verklaarde paus Pius XII daarop dat Donders zijn deugden 'in heldhaftige graad' had beoefend; een voorwaarde voor zaligverklaring. Maar een wonder ontbrak nog.
In 1976 voerden de redemptoristen de genezing van Westland in 1929 opnieuw op als wonderbewijs. De beenmergontsteking zou in één nacht genezen zijn, wat niet op een natuurlijke wijze te verklaren viel. De Romeinse congregatie ging akkoord. De zaligverklaring in 1982, die tot ieders verrassing kwam, viel samen met de 250e verjaardag van de wereldwijde orde der redemptoristen, opgericht in 1732. De paus stak ermee een hart onder de riem van de Nederlandse katholieken in zwaar weer. Sindsdien zijn serieuze pogingen gedaan om Donders heilig te doen verklaren. Hiervoor is een tweede  onverklaarbare genezing op voorspraak van de kandidaat-heilige nodig, die moet hebben plaats gehad ná de zaligverklaring. De Tilburgse Stichting Petrus Donders richtte speciaal hiertoe een werkgroep ´heiligverklaring´ op, die in nauw contact staat met de twee vice-postulatoren in Nederland en in Suriname.

### Vernoemingen
- Petrus Donders scholen in Paramaribo, Den Haag en Gemert; verzorgingscentrum Petrus Donders in Paramaribo.
- Petrus Dondersstraten in Eindhoven, Roosendaal, Heerlen en Paramaribo; Petrus Dondersplein in Sint-Michielsgestel; Pater Dondersstraten in Tilburg en Panningen; Peerke Donderspad in Warmond.
- Petrus Donders verenigingen en stichtingen in Paramaribo, Tilburg, Roosendaal, Sint-Michielsgestel, Nijmegen en Amsterdam (NB voorlopers hiervan zijn ook wel genoemd naar Clemens Hofbauer en Gerardus Majella);
- Voorts zijn in Tilburg vernoemd een fraterhuis, een kerk, een kapel, een park, een monument, een missie-studiefonds, een missie-naaikring, een EHBO-vereniging, een scouting, een lezing, een parochie en een café;
- Lectuur: een tijdschrift, een kwartaalblad, een reeks en een glossy.

## Fotogalerij

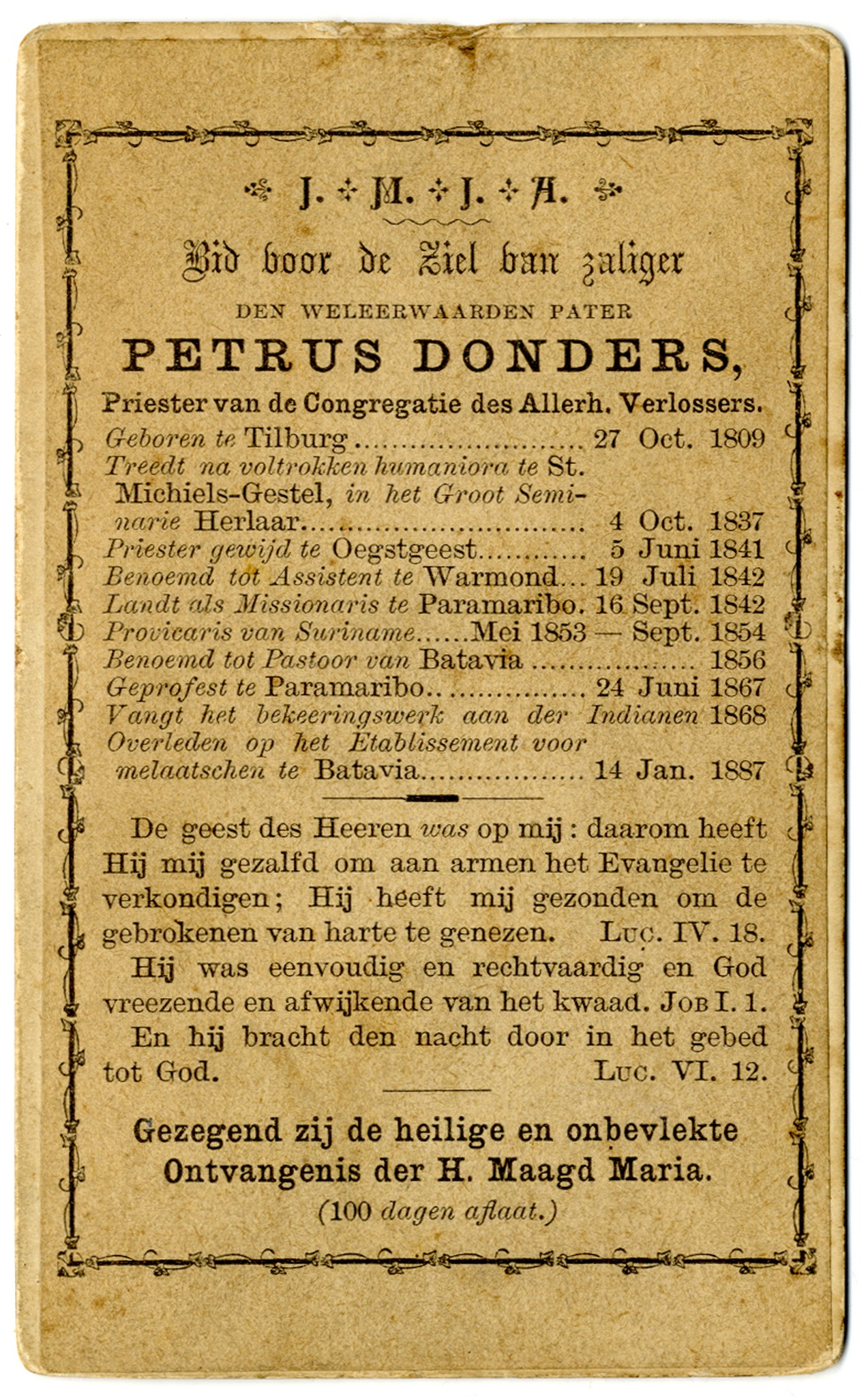
Bidprentje Petrus Donders in zijn sterfjaar 1887, Regionaal Archief Tilburg
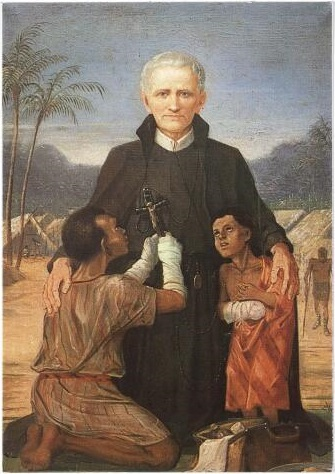
Donders bij de melaatsen op Batavia, door A.Windhausen (1924), in de Peerke Donderskapel te Tilburg
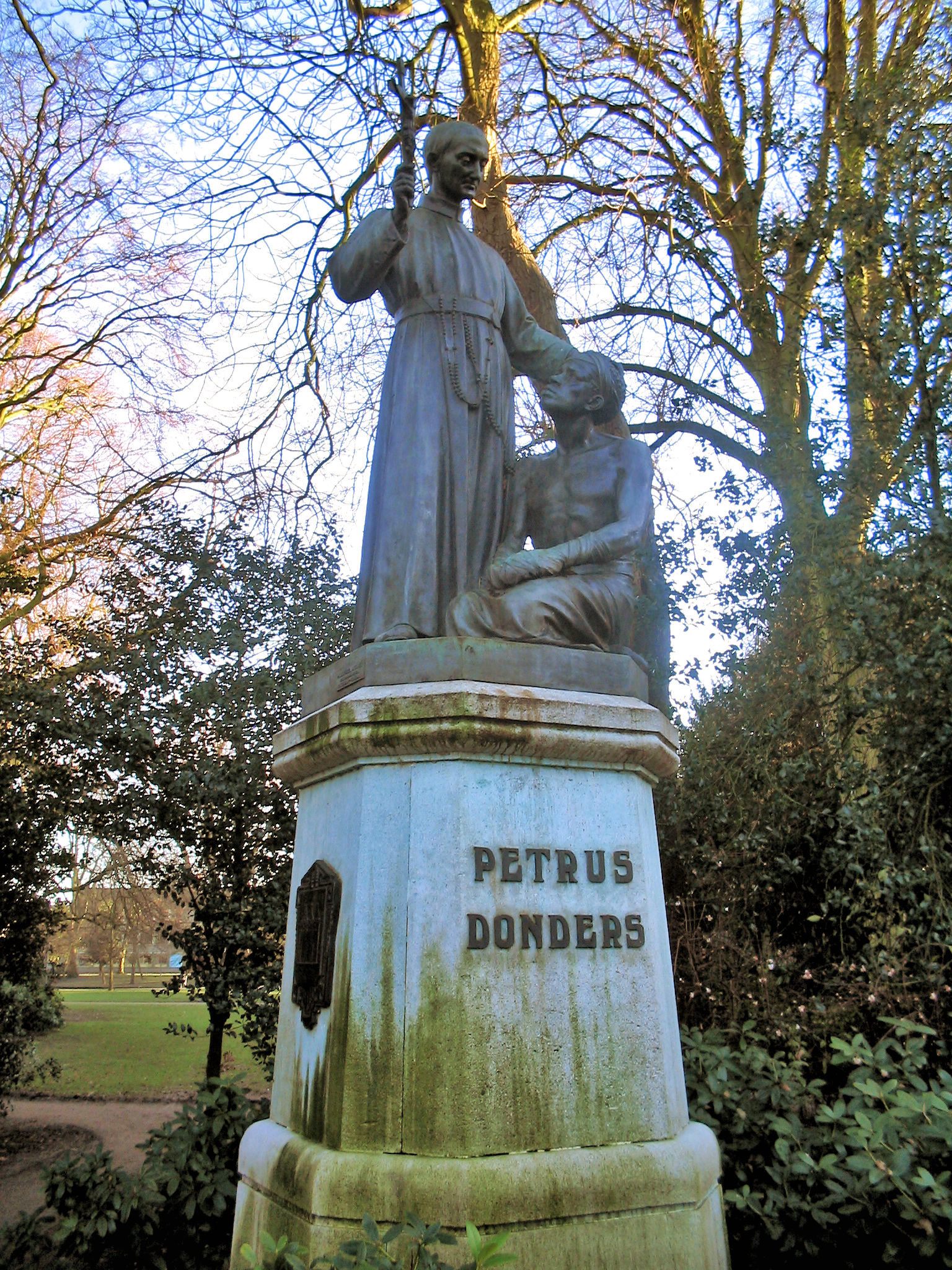
Standbeeld Petrus Donders door J.P.Maas (1926) in het Wilhelminapark te Tilburg
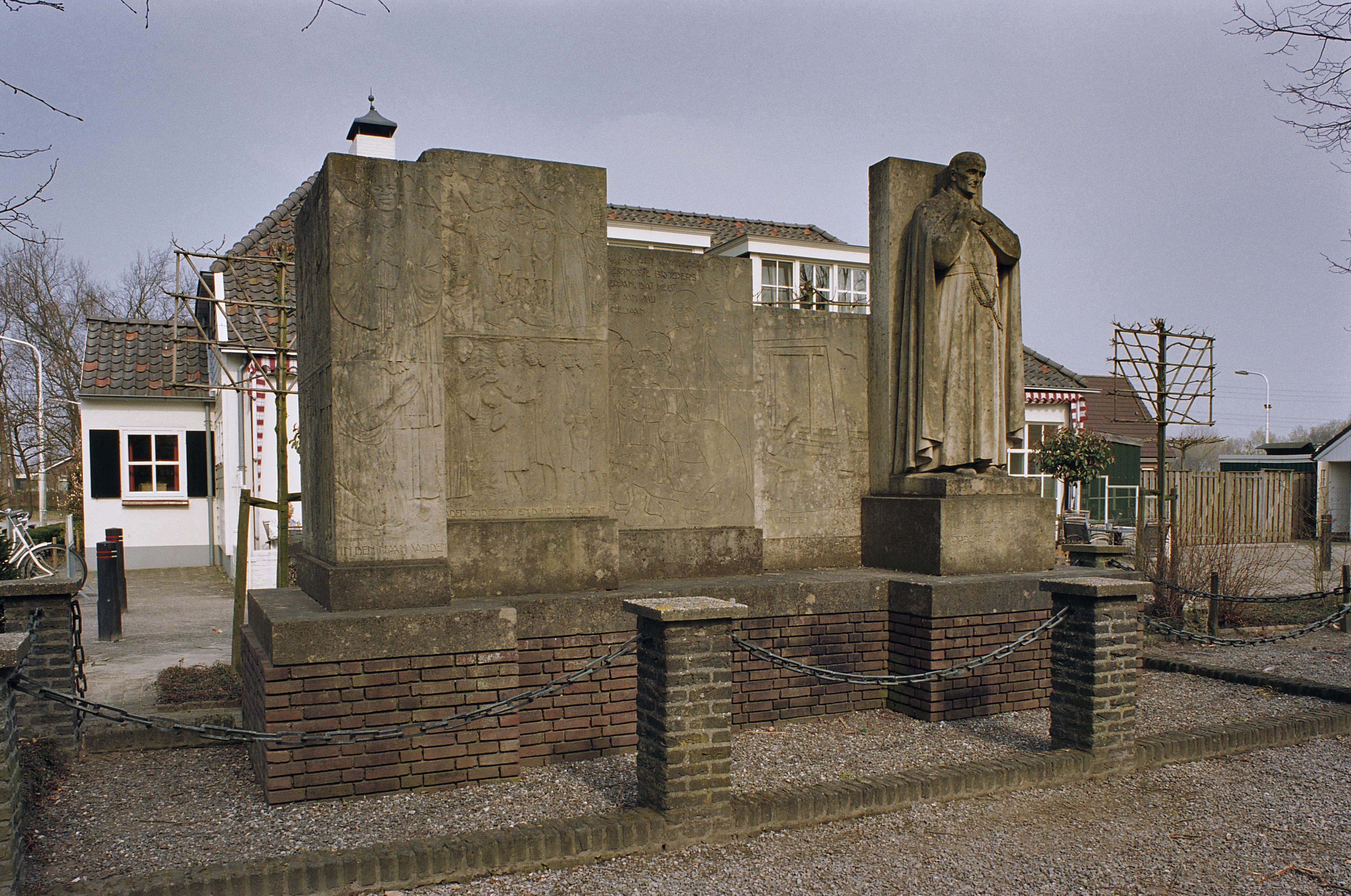
Peerke Dondersmonument door A.C.J.Lücker (1933) in het Peerke Donderspark, Tilburg-Noord
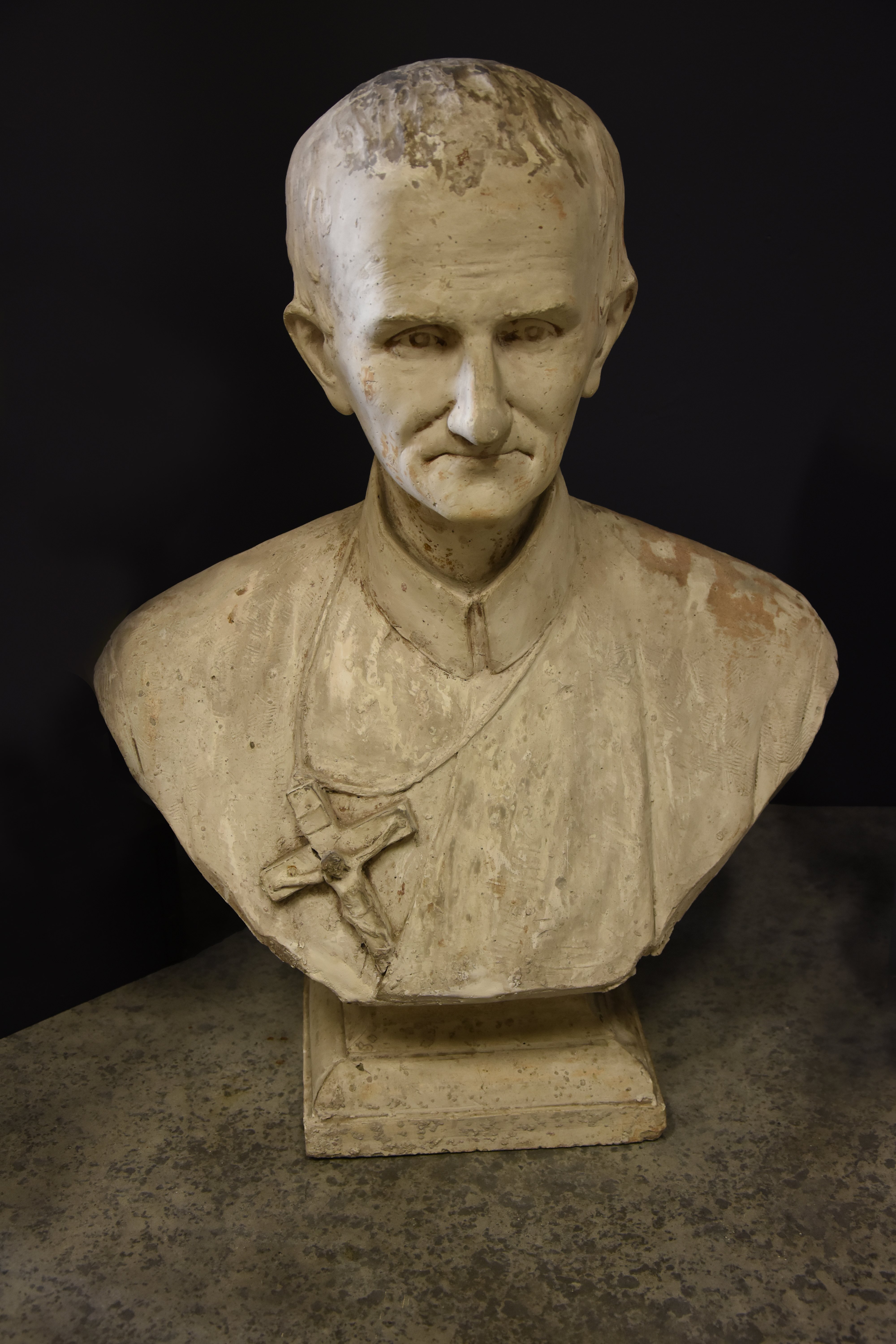
Buste van Peerke Donders in het Gemeentelijk Museum Melle in België
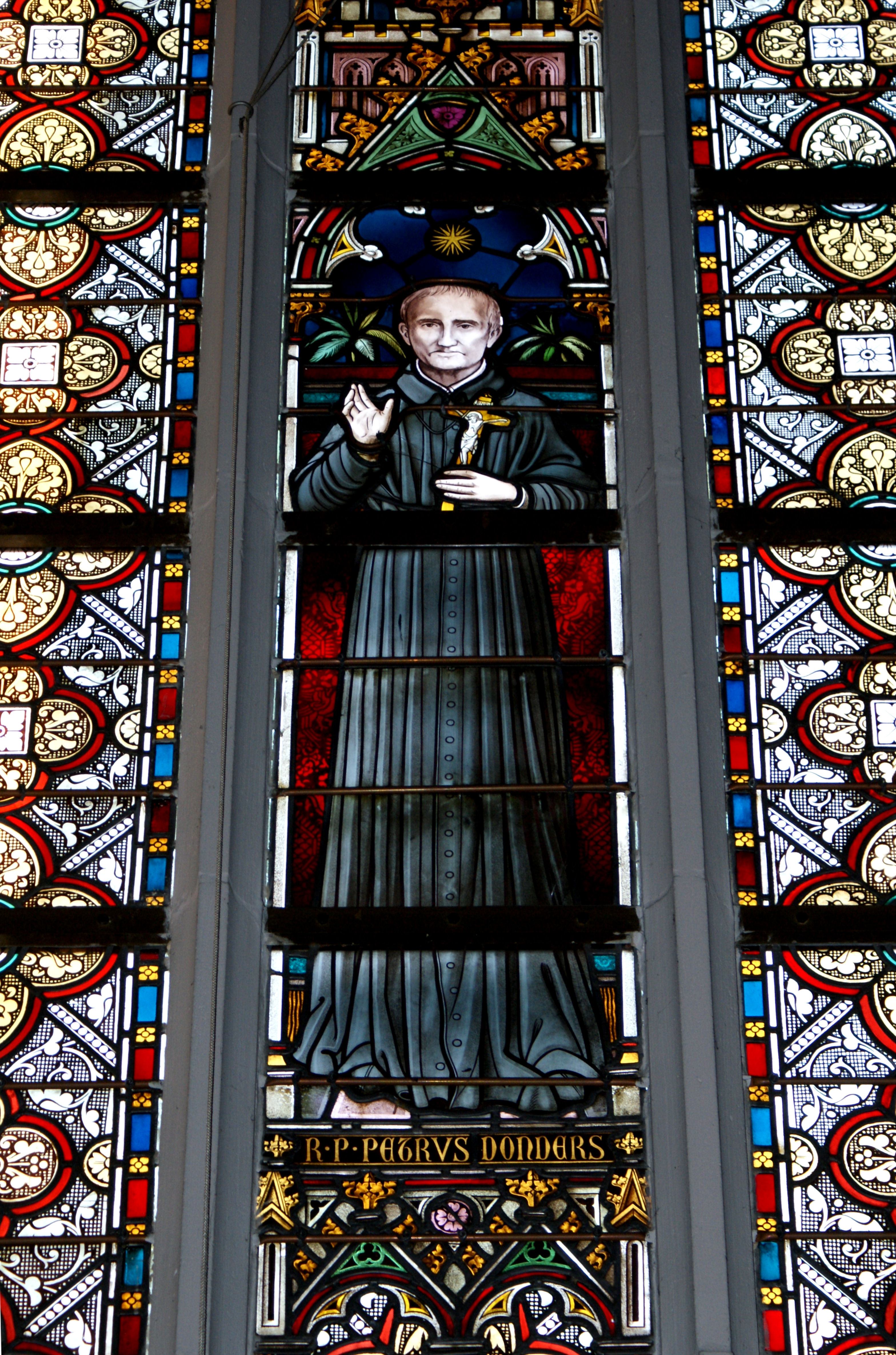
Petrus Donders glas-in-loodraam in de Heuvelse of Sint-Jozefkerk, Tilburg
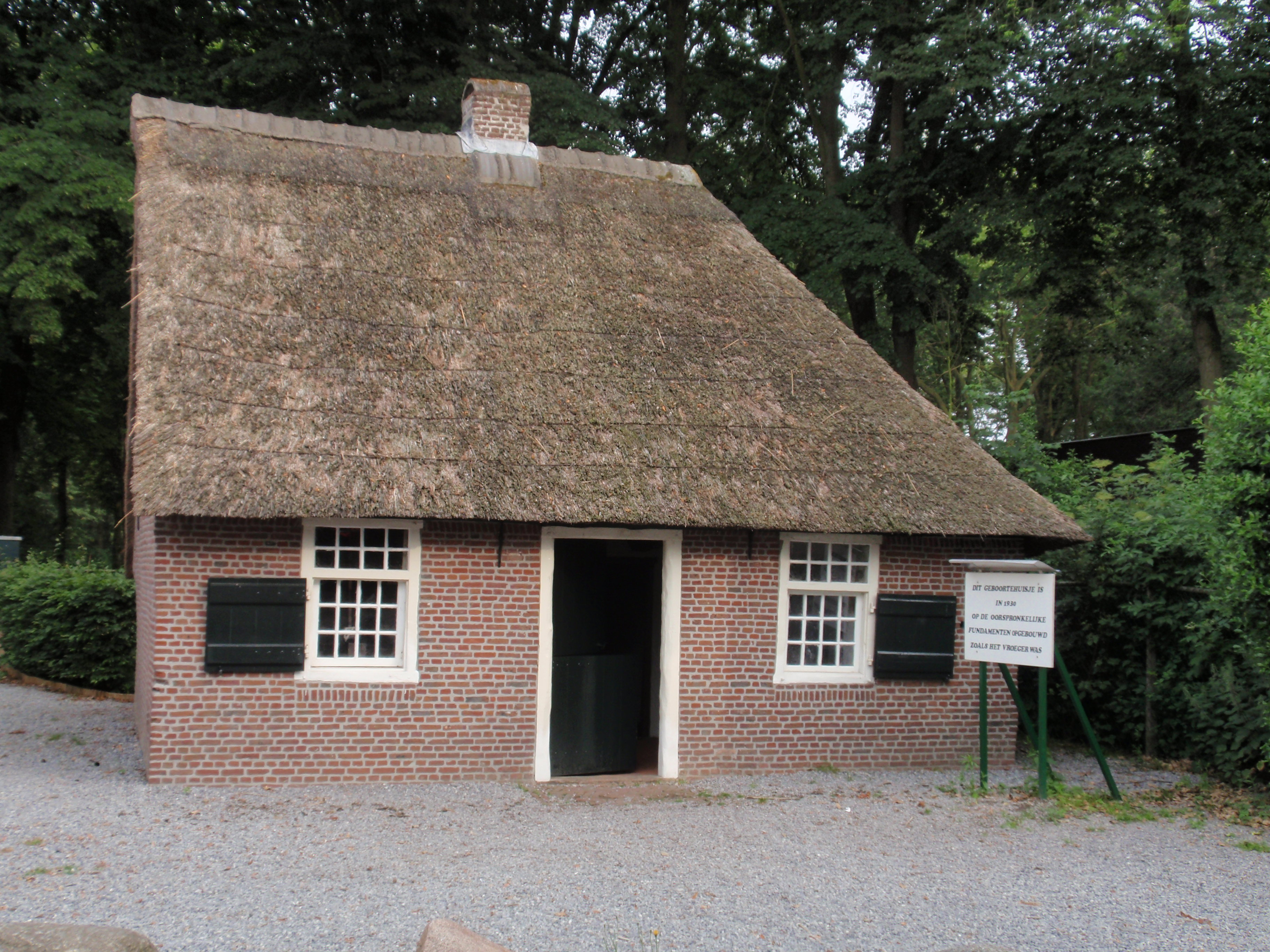
Geboortehuis van Donders, gerealiseerd in 1931, Peerke Donderspark, Tilburg
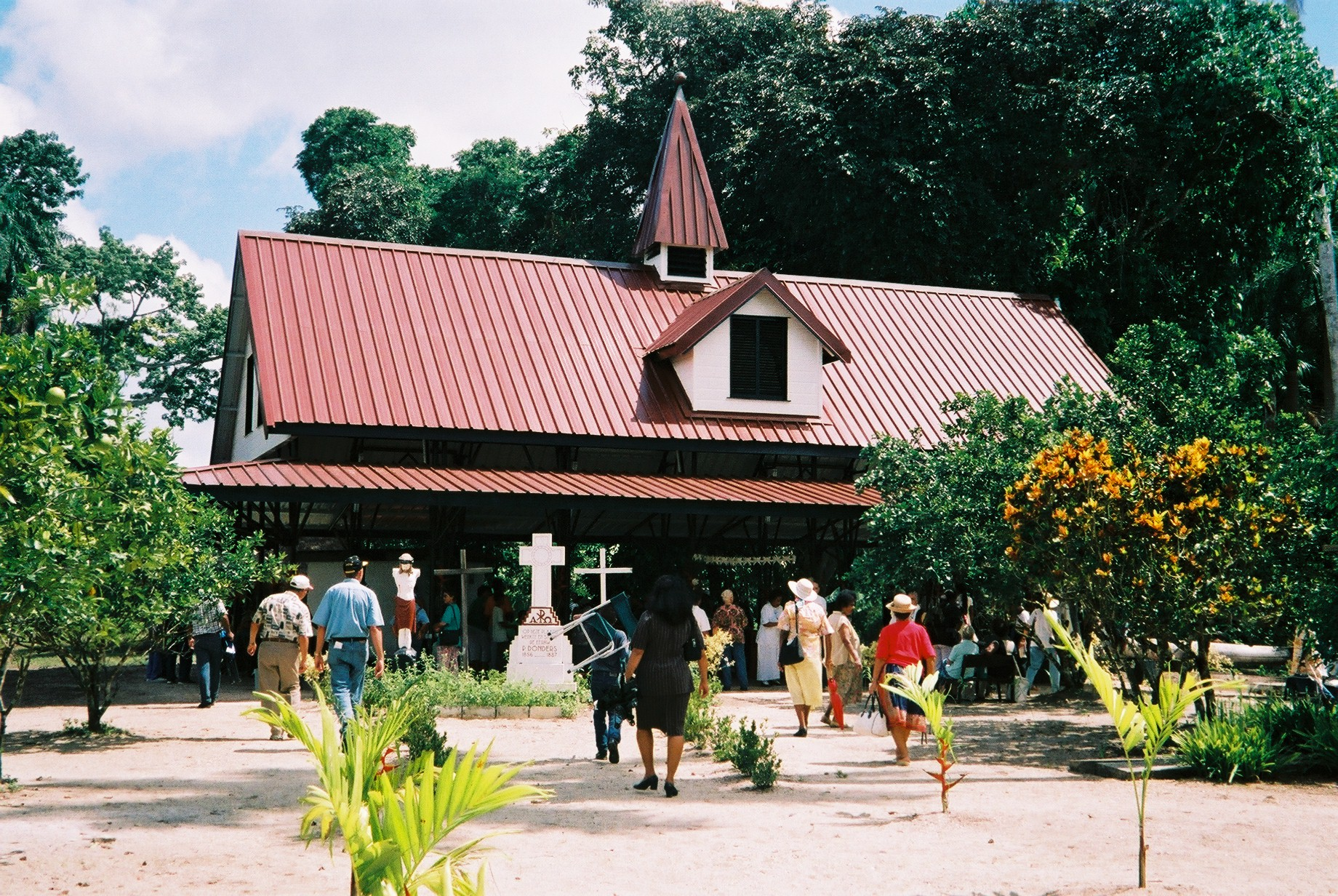
Kapel en tentoonstellingsruimte te Batavia, gerealiseerd in 2001, Batavia, Suriname
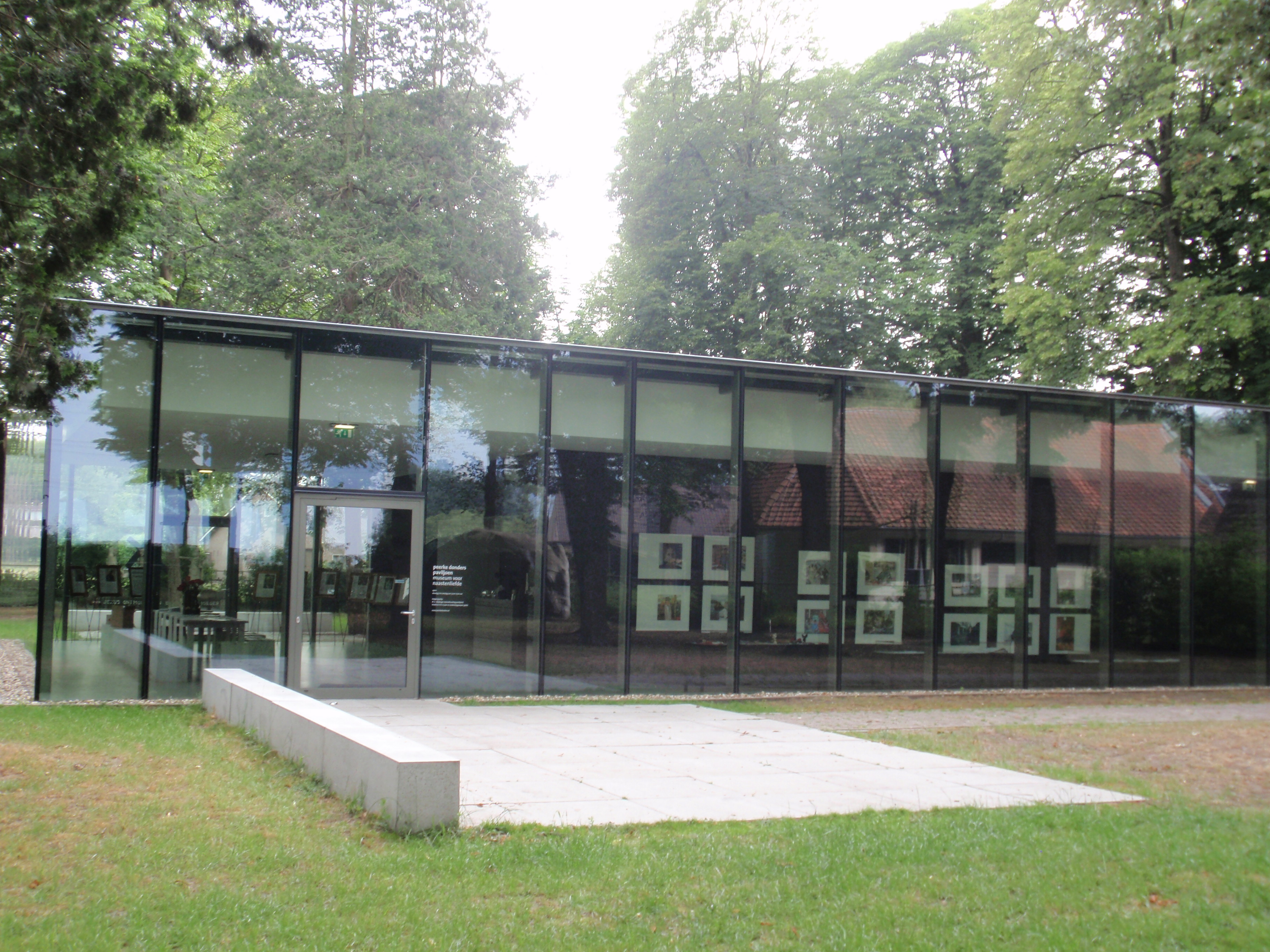
Museum voor Naastenliefde, gerealiseerd in 2009, Peerke Donderspark

## Trivia
- De bevrijding van Tilburg vond plaats op de geboortedag van Donders; 27 oktober 1944.
- Cabaretier Harrie Jekkers noemde Donders in zijn liedje 'De straatnaambordjesblues'.